# Реформатские церкви Нидерландов

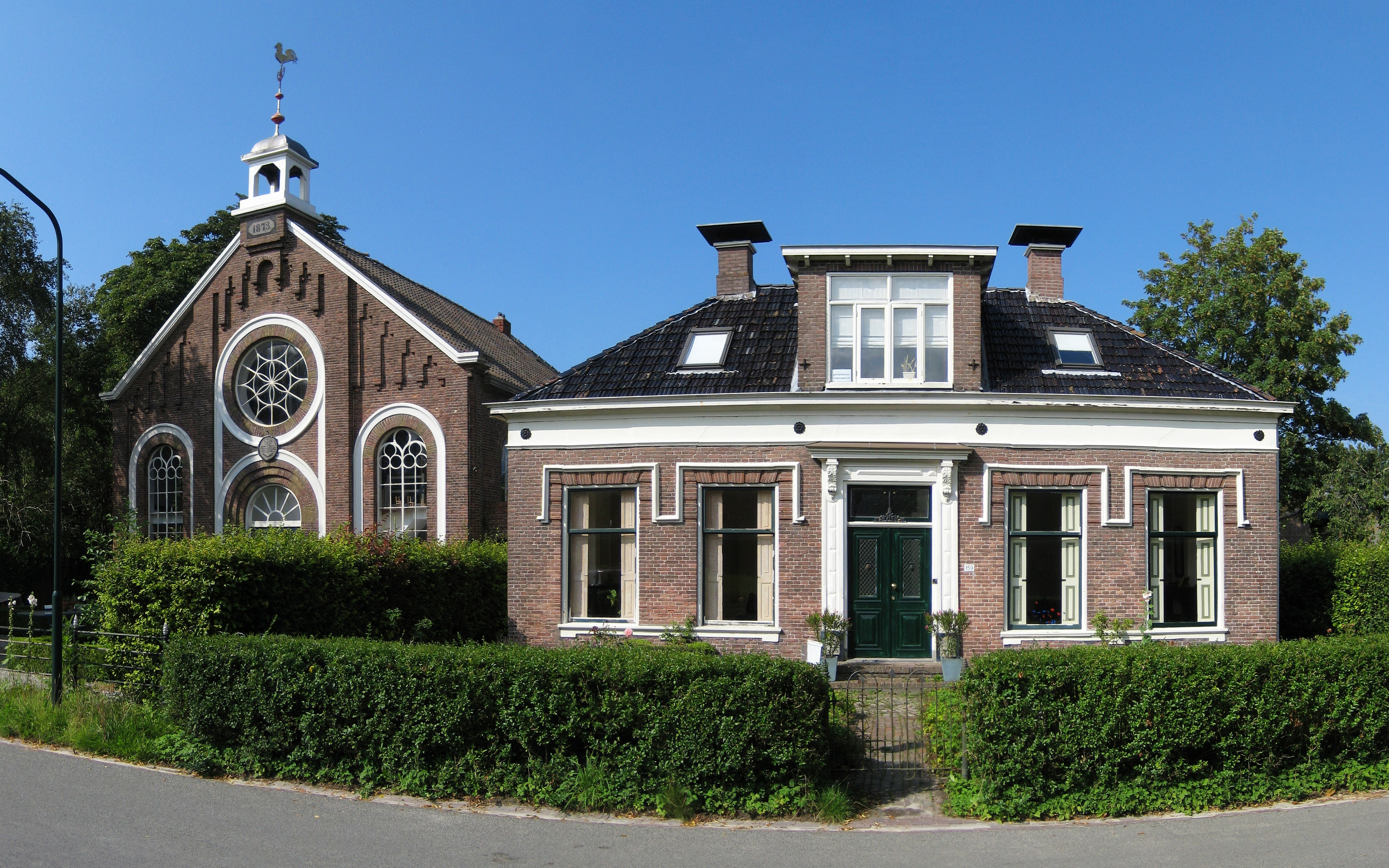
Бывшая реформатская церковь и пасторский дом Питербюрен

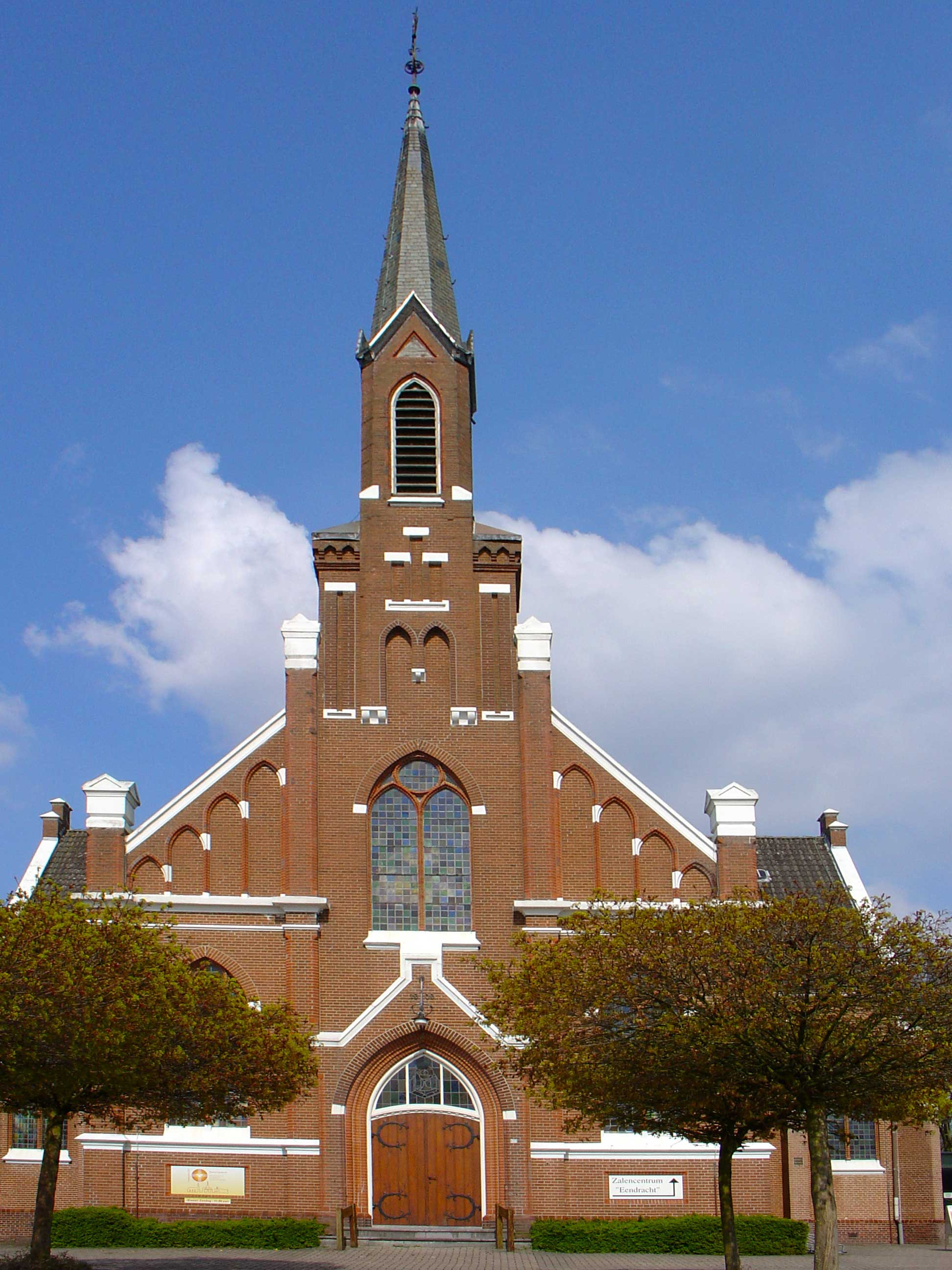
Реформатская церковь Стадсканал

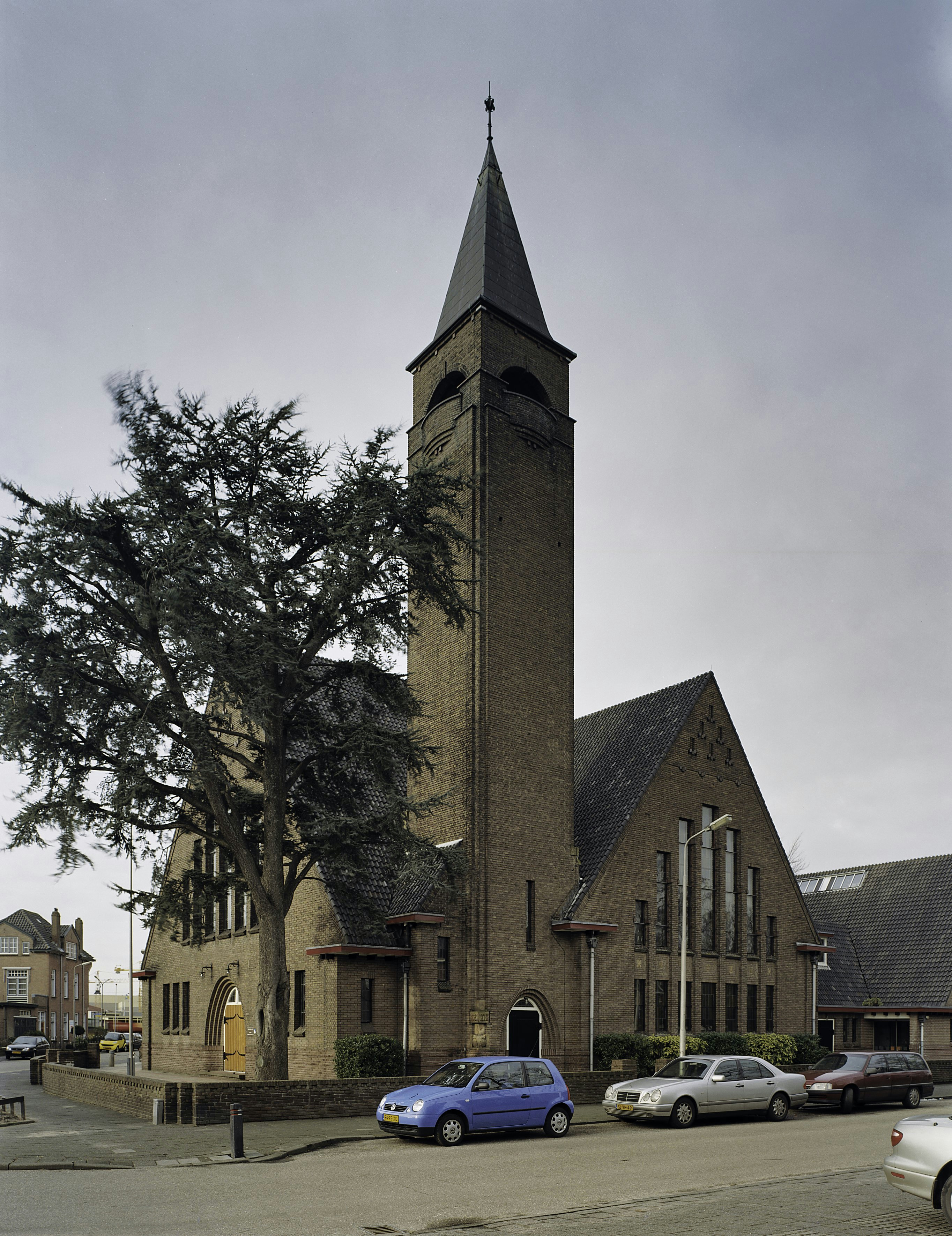
Реформатская церковь Слидрехт

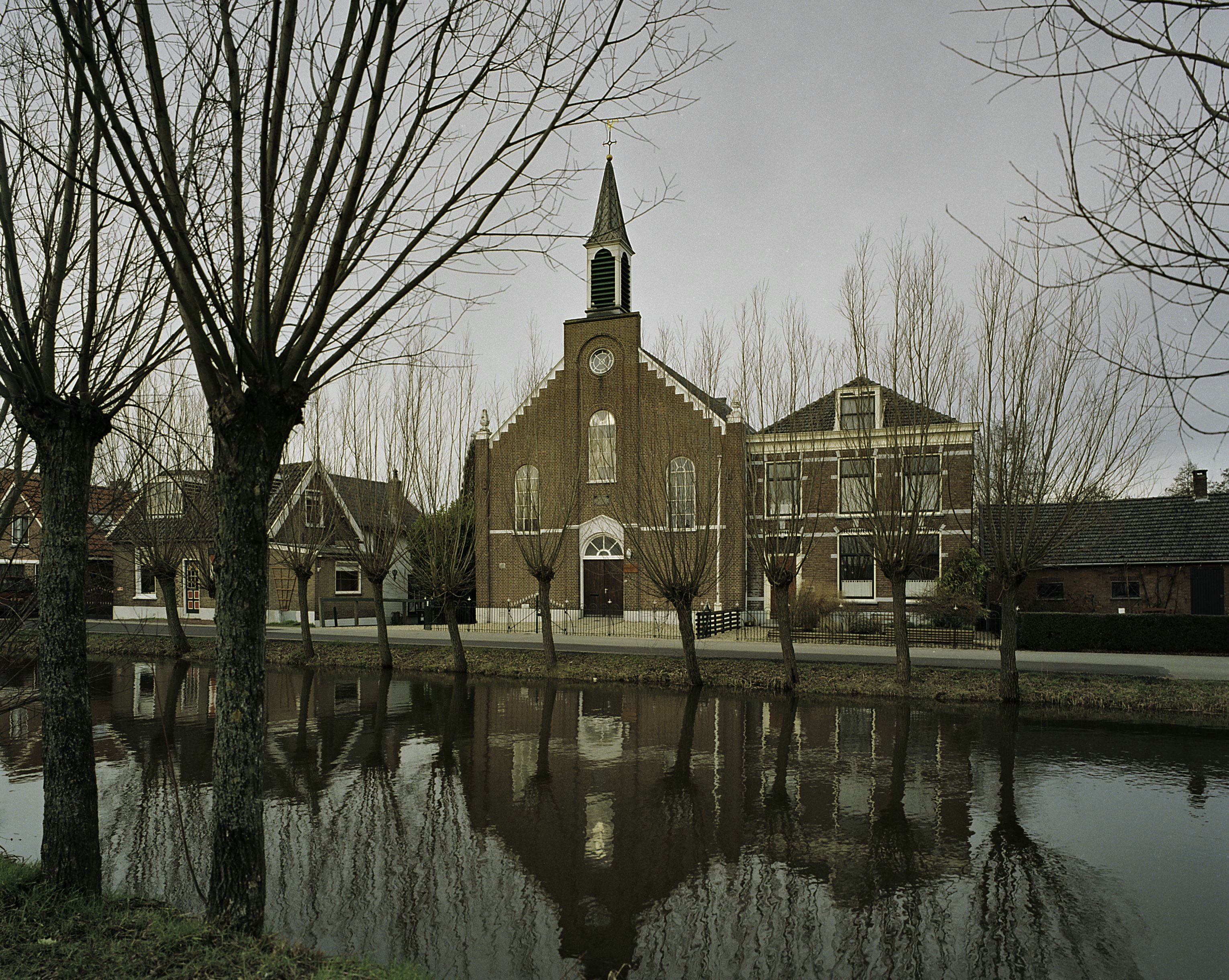
Реформатская церковь Брандвейк

Реформатские церкви Нидерландов (GKN) — отдельная церковная община существовавшая до 1 мая 2004 года. Она возникли в 1892 году, когда объединились две группы, ранее вышедшие из Голландской реформатской церкви. Эти группы — Христианская реформатская церковь и Голландская реформатская церковь — стремились продолжить традиции голландских реформатских церквей времен Реформации. Новое объединение сохранило название, вероучение и церковное устройство своих предшественников.
В январе 1949 года в Нидерландах насчитывалось 660 568 прихожан Реформатских церквей, из них 343 802 — действительные члены. Тогда служило 789 проповедников. Наибольшего числа членов Реформатские церкви достигли в 1975 году, когда их было более 900 000.
Служители реформатских церквей в Нидерландах учились в двух университетах: в Свободном университете Амстердама и в Теологическом университете Кампена.
1 мая 2004 года три протестантские церкви Нидерландов в результате процесса Samen op Weg объединились. Так появилась Протестантская церковь Нидерландов, которая стала крупнейшей протестантской организацией в стране. В новый союз вошли Голландская реформатская церковь, Реформатские церкви Нидерландов и Евангелическо-лютеранская церковь Королевства Нидерландов.

Происхождение различных движений в Нидерландах

## История

#### Происхождение христианской реформатской церкви
К 1834 году часть верующих отошла от Голландской реформатской церкви. Причины были разными:
- Реформатское вероисповедание больше не функционировало в Голландской реформатской церкви.
- Реформатское церковное управление (Дордрехтский церковный орден) было упразднено. Вместо этого в 1816 году был введен «Генеральный регламент», предусматривавший иерархическую структуру церкви во главе с королем.
- Проповедники, защищавшие реформатское исповедание словом и письмом, подвергались преследованиям и низложению.

Многие проповедники находились под влиянием гронингенских теологов. В результате в разных местах появились религиозные общества ортодоксальных верующих. Они перестали посещать церковь и собирались у себя дома, чтобы читать книги старых писателей времен Реформации.
В 1833 году Хендрик де Кок, ортодоксальный проповедник из Ульрума, был привлечен к ответственности провинциальным церковным советом Голландской реформатской церкви. Причиной стало его сочинение «Verdediging van de ware gereformeerde leer en van de ware gereformeerden, bestreden en ten toon gesteld door twee zogenaamde gereformeerde leeraars, of de schaapskooi van Christus aangetast door twee wolven» (Защита истинного реформатского учения, оспариваемая и разоблачаемая двумя так называемыми реформатскими учителями). В этой брошюре де Кок критиковал некоторых религиозных деятелей. Его отстранили от службы и уволили на неопределенный срок, но с сохранением зарплаты. Позже выяснилось, что де Кок написал рекомендательное предисловие к ещё одной брошюре — «De evangelische gezangen getoetst en gewogen en te licht bevonden» (Евангельские песни проверены и взвешены и найдены слишком легкими). Это стало причиной его окончательного увольнения с поста священника в мае 1834 года.

Его коллега Хендрик Шольте поддержал его. Вскоре церковный совет Ульрума создал Акт об отделении или возвращении. Этим документом они хотели подчеркнуть, что вернулись к «истинному реформированному учению».
Uit dit alles tezamen genomen is het nu duidelijk geworden, dat de Nederlands Hervormde Kerk niet de ware, maar de valse Kerk is volgens Gods Woord en artikel 29 van onze [Nederlandse Geloofsbelijdenis] belijdenis, weshalve de ondergetekenden met dezen verklaren dat zij overeenkomstig het ambt der gelovigen (art. 28) zich afscheiden van degenen, die niet van de Kerk zijn, en dus geen gemeenschap meer willen hebben met de Nederlands Hervormde Kerk, totdat deze terugkeert tot de waarachtige dienst des Heeren; en verklaren tevens gemeenschap te willen oefenen met alle ware Gereformeerden ledematen, en zich te willen verenigen met elke op Gods onfeilbaar Woord gegronde vergadering, aan wat plaatse God dezelve ook verenigd heeft, betuigende met deze, dat wij ons in alles houden aan onze aloude Formulieren van Enigheid: namelijk de belijdenis des Geloofs, de Heidelbergse Catechismus en de canones van de Synode van Dordrecht, gehouden in de jare 1618/1619.."
Сецессия 1834 года стала ответом на аналогичные события в других частях страны, включая Гендерн, где Шольте занимал пост министра. В 1836 году сепаратисты провели свой первый синод. Под давлением властей им пришлось отказаться от названия «Реформатская церковь». В результате они создали «Христианские разделенные общины». Меньшинство предпочло сохранить название «Реформатские церкви под крестом». В 1869 году обе группы объединились в новую церковную структуру — Христианскую реформатскую церковь. На тот момент в неё входило 308 приходов.

#### Происхождение голландских реформатских церквей
После 1834 года в Голландской реформатской церкви оставались ортодоксальные течения, которые стремились сохранить и укрепить реформированное вероисповедание. В 1863 году они создали Ассоциацию друзей истины, чтобы защищать учение и права церкви. Тем временем доктор А. Кёйпер, под влиянием трудов Кальвина, отошел от модернистских идей, которым его обучал профессор Дж. Х. Шолтен в Лейдене. С этого момента он посвятил себя борьбе за восстановление церкви. В 1880 году он основал Свободный университет в Амстердаме для этой цели.
Кёйпер считал, что Голландскую реформатскую церковь нужно освободить от королевской власти, установленной Виллемом I в 1816 году. Для этого требовалось согласие большинства верующих на церковных соборах, что удалось достичь в Амстердаме. 11 апреля 1883 года 250 членов церковного совета собрались под руководством Кёйпера. Они приняли решение в пользу Долеанти, и возникло новое церковное объединение — Голландские реформатские церкви.
17 июля 1892 года произошло слияние Христианской реформатской церкви с Голландскими реформатскими церквями, что привело к созданию Реформатских церквей Нидерландов. Небольшая группа христианских реформатов сохранила свою идентичность и с 1947 года получила название Христианские Реформатские Церкви.

## Ранний этап церковного объединения (период 1892—1960 гг.)
После Воссоединения 1892 года реформатские церкви Нидерландов имели 700 местных общин (394 из Сецессиона, 306 из Долеанти) и 370 000 членов (189 000 из Сецессиона, 181 000 из Долеанти). Местные общины пользовались большой степенью независимости и долгое время существовали бок о бок как церкви А или В.
После объединения 1892 года в церковном сообществе возникли серьёзные разногласия. Профессор Л. Линдебум был против доктора А. Кёйпер считал, что крещение происходит по Божьему повелению и символизирует обетования завета благодати, а не на основе предполагаемого возрождения. В 1905 году спорщики нашли компромисс.

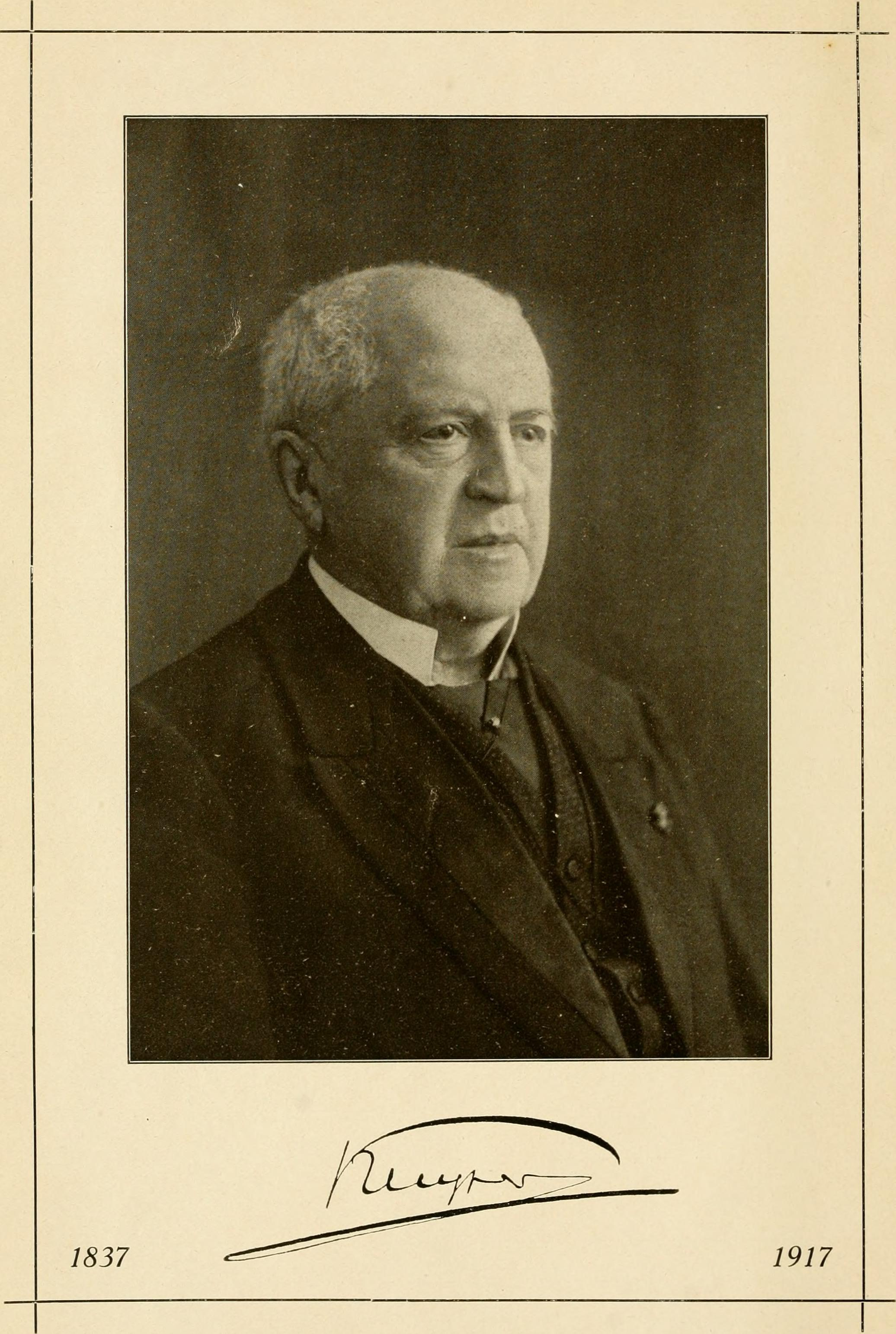
Под руководством доктора А. В 1892 году Кайпер основал союз между церквями, возникшими в результате Сецессии 1834 года и Долианти 1886 года.

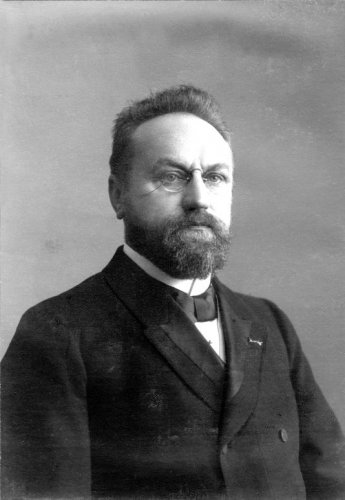
Профессор, доктор Герман Бавинк в значительной степени представлял разделенную группу крови в бывших реформатских церквях в Нидерландах.

Кёйпер стал ключевой фигурой в Реформатских церквях Нидерландов. Он инициировал создание реформатского столпа, куда вошли такие организации, как Свободный университет Амстердама, газета De Standaard (позже Trouw) и Антиреволюционная партия (ныне часть CDA).
Реформатские церкви Нидерландов внесли значительный вклад в возрождение старой реформатской ортодоксии. К концу XIX века их положение ухудшилось, но теологи Кайпер и Бавинк предложили новые идеи в своих трудах.
В 1922 году появился труд «Korte uitleg der Heilige Schrift» («Краткое объяснение Священного Писания»). Его создали теологи из Университета Кампена и Свободного университета Амстердама. Книга завоевала популярность благодаря своему оформлению и научной основе. Она неоднократно переиздавалась и получила широкое признание. В основу библейского комментария лег Статенверталинг. Авторы стремились показать историческую точность и надежность священных текстов. В то же время профессор В. Гизинк, Дж. Х. Бавинк, Д. Х. Чт. Волленховен и Х. Дуиджеверд выпустили значимые работы в области этики и философии.

#### Проблема Гелкеркена (1926)
В 1926 году разгорелся серьёзный конфликт, когда доктору Дж. Гелкеркену предъявили обвинение в неправильной интерпретации Библии. Вопрос касался того, следует ли считать повествование в Бытии 3 историческим или символическим. Синод 1926 года постановил, что змея «доступна органам чувств». Таким образом, Бытие 3 описывало реальные события, а не истории, басни, мифы или вымысел. Гелкеркен и его сторонники были исключены из церковного объединения и основали Реформатские церкви в новом объединении.

#### Освобождение 1944 года
Второй раскол произошел в 1944 году, когда доктора К. Шильдера отстранили от должности профессора в Кампене. Примерно десять процентов церковного объединения покинули его и создали Реформатские церкви (освобожденные). Позже «обычные» реформатские церкви стали называться «синодальными» или просто «реформатскими», чтобы отличаться от Реформатских церквей (освобожденных).

## Развитие в сторону плюралистической церкви (период 1960—2004 гг.)
До 1970-х годов голландские реформатские церкви сотрудничали с другими религиозными организациями в светских проектах, таких как Реформатский социологический институт и Контактный орган реформатской конфессии (до 2001 года).
До Второй мировой войны реформатские церкви следовали классическому рационалистическому вероисповеданию. В основе их учения лежал опыт. Под влиянием Карла Барта традиционная позиция классической реформатской конфессии начала меняться. С 1962 года церкви стали более открытыми и свободными, превратившись в многоприходские организации. В 1971—1972 годах синод отменил решения 1926 года.
В 1976 году Синод столкнулся с теологическими взглядами Германа Вирсинга. Он критиковал классическую доктрину примирения. Вирсинга не принимал классическую реформатскую идею, что Христос искупил Божий гнев за грехи. Он не мог согласиться с этой теологией крови.
Синод решил, что старая реформированная доктрина примирения — важная часть церковного исповедания. Её нарушение или противоречие недопустимо.
В 1980-х Реформатские церкви снова отошли от библейского авторитета, приняв спорный доклад «С нами Бог». Они становились все более открытыми к различным взглядам, что ярко проявилось в трудах профессора Геррита Корнелиса Беркоуэра (1903—1996) и профессора Гарри М. Кёйтерта (1924—2017).
В 1962 году начался длительный процесс объединения церквей, который завершился 1 мая 2004 года. Тогда Реформатские церкви Нидерландов объединились с Голландской реформатской и Евангелическо-лютеранской церквями, создав Протестантскую церковь Нидерландов (PKN). На тот момент в реформатских церквях насчитывалось около 675 000 членов, из них 400 000 активно участвовали в жизни общин. Всего было 857 местных церквей и около 1000 храмовых зданий. К реформатским церквям также принадлежали 14 общин и 7000 членов Евангелическо-реформаторской церкви в Нижней Саксонии. Сейчас они ассоциированы с PKN и направляют двух делегатов в Генеральный синод.
Семь муниципалитетов не приняли объединение. 8 мая 2004 года они создали Реформатские церкви Нидерландов, которые продолжают работать до сих пор. Одна из общин хотела присоединиться к Голландским реформатским церквям.